# Rolls-Royce
Rolls-Royce (anglická výslovnost [ˌrəʊlzˈrɔɪs]IPA) byl britský výrobce luxusních automobilů a později pohonných jednotek pro letadla. Společnost byla založena Charlesem Rollsem a Henry Roycem pro výrobu automobilů v roce 1906.
Společnost si časem vysloužila pověst špičkové firmy, která vyrábí „nejlepší automobil na světě“. Kvůli první světové válce vznikla její výroba leteckých motorů. V roce 1940 pak začal vývoj tryskových motorů a později jejich výroba. Rolls-Royce si tak časem vybudoval trvalou pověst díky vývoji a výrobě motorů pro vojenská i civilní letadla.
Na konci šedesátých let 20. století se Rolls-Royce ocitl beznadějně ochromen špatným řízením během vývoje pokročilého proudového motoru RB211 a následným nárůstem nákladů, i když motor nakonec zaznamenal velký úspěch. Firma byla v roce 1971 zestátněna a nesla poté název Rolls-Royce (1971) Limited, která pokračovala v podnikání, ale téměř okamžitě prodala své podíly ve společnosti British Aircraft Corporation (BAC). Vlastnictví ziskové, ale nyní finančně nevýznamné divize automobilů převedla do společnosti Rolls-Royce Motors Holdings Limited. Ta byla v roce 1980 prodána firmě Vickers. V roce 1977 získala společnost souhlas s vyjmutím ročního údaje 1971 ze svého názvu.
Ve státních rukách zůstala firma až do roku 1987, kdy ji vláda prodala. Poté nesla název Rolls-Royce plc. Rolls-Royce plc stále vlastní a provozuje svou hlavní činnost, tedy zejména výrobu pohonných jednotek a komponentů pro civilní i vojenské letectví, ale i produkci lodní techniky a energetiky. Avšak od roku 2003 je technicky dceřinou společností holdingové společnosti Rolls-Royce Holdings plc. Roku 2007 byla společnost Rolls Royce 16. největším dodavatelem vojenské techniky na světě.
Výroba automobilů probíhá v současnosti ve společnosti s názvem Rolls-Royce Motor Cars Ltd., která je od roku 2000 součástí německého koncernu BMW. Goodwoodská továrna, kterou nyní Rolls-Royce používá, se nachází na jihu Anglie v blízkosti města Chichesteru v hrabství Západní Sussex.
Průzkum trhu v roce 1987 ukázal, že jen Coca-Cola byla známější značkou než Rolls-Royce.

## Historie
Na jaře 1904 uzavřeli konstruktér Henry Royce a obchodník Charles Rolls dohodu o spolupráci. Chtěli společně vyrábět nejkvalitnější automobily na světě. 15. března 1906 založili v Manchesteru firmu Rolls-Royce Limited.
Prvním vyráběným modelem byl Silver Ghost (1906–1925), představený na automobilové výstavě v Londýně. V té době se prodával za 305 £.
Vůz získal úžasnou pověst a stal se prvním krokem ke stavbě silných, spolehlivých a luxusních vozů. Vozy Silver Ghost spolehlivě sloužily i v armádě. Od roku 1911 nesly všechny modely automobilky na víku chladiče legendární symbol, sošku „Spirit of Ecstasy“. Během hospodářské krize převzala firma v roce 1931 svého konkurenta, společnost Bentley, nacházející se ve finančních těžkostech. Do budoucna tak byly vozy obou firem v mnoha detailech identické. V roce 1946 byla výroba automobilů přestěhována do města Crewe, ležícího asi 45 kilometrů jihozápadně od Manchesteru.
| „                       | Kvalita zůstává, kdežto cena se zapomene. | “ |
| — Frederick Henry Royce |                                           |   |

Od roku 1914 vyráběl Rolls-Royce také letecké motory. Ty během první světové války používala celá řada letounů. Ve druhé světové válce byla téměř polovina spojeneckých letadel vybavena motory Rolls-Royce, především řady Merlin.
Po válce byly vyvíjeny a vyráběny proudové i turbovrtulové motory.
Po převzetí společnosti Bristol Siddeley v roce 1966 měl Rolls-Royce nejrozsáhlejší výrobní program v oboru na světě.
Kvůli vývoji třírotorového motoru pro letoun L-1011 TriStar společnosti Lockheed se v roce 1971 dostala do finančních problémů a byl na ni vyhlášen konkurs. Britská vláda se snažila zabránit ztrátám už vložených peněz daňových poplatníků a společnost byla zestátněna. V roce 1973 se výroba automobilů a letecká výroba oddělily.
Až do reprivatizace v roce 1987 používala název Rolls-Royce Motor Cars, poté Rolls-Royce plc. Od roku 1980 byla firma Rolls-Royce Motor Cars součástí zbrojařského koncernu Vickers plc.
Když v roce 1998 chtěl Vickers Rolls-Royce Motor Cars prodat, nejlepší předpoklady měl německý výrobce automobilů BMW, tehdejší dodavatel motorů pro Rolls-Royce i Bentley. Nabídku BMW však překonal Volkswagen a také převzal Rolls-Royce. Poté chtěl Volkswagen získat i Rolls-Royce plc (držitele práv k značce Rolls-Royce), součást letecké BMW-Rolls-Royce. Volkswagen vlastnil tedy automobilku i práva na „Spirit of Ecstasy“, avšak ne na jméno Rolls-Royce. Firmy BMW a Volkswagen se proto v roce 2003 dohodly, že se Bentley a Rolls-Royce oddělí s tím, že Volkswagen si ponechá Bentley a BMW převezme kompletní Rolls-Royce.

## Historické modely
| Model              | Období    |
| ------------------ | --------- |
| 10 HP              | 1904–1906 |
| 15 HP              | 1905–1905 |
| 20 HP              | 1905–1908 |
| 30 HP              | 1905–1906 |
| V-8                | 1905–1906 |
| 40/50 Silver Ghost | 1906–1925 |
| Twenty             | 1922–1929 |
| 40/50 Phantom      | 1925–1929 |
| 20/25              | 1929–1936 |
| Phantom II         | 1929–1935 |
| 25/30              | 1936–1938 |
| Phantom III        | 1936–1939 |
| Wraith             | 1938–1939 |
| Silver Wraith      | 1946–1959 |
| Silver Cloud       | 1955–1966 |
| Silver Shadow      | 1965–1980 |
| Phantom VI         | 1968–1991 |
| Corniche           | 1971–1996 |
| Camargue           | 1975–1986 |
| Silver Spirit      | 1980–1998 |
| Silver Seraph      | 1998–2002 |

## Současné modely

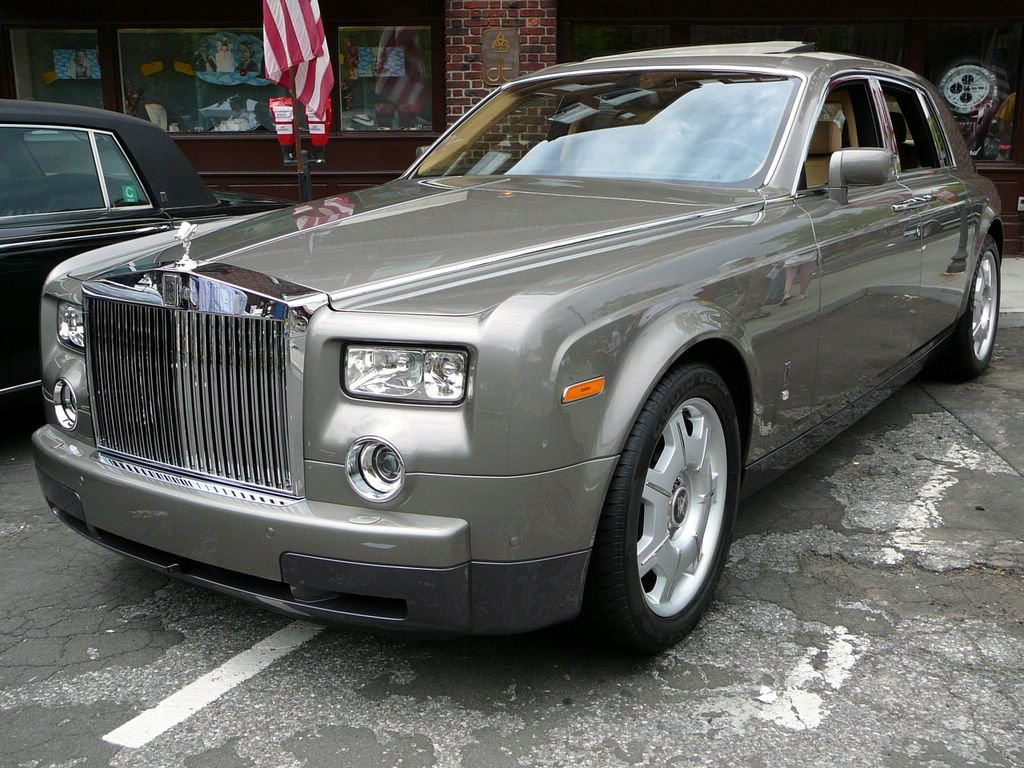
Rolls-Royce Phantom

| Model             | Období  |
| ----------------- | ------- |
| Phantom sedan     | od 2003 |
| Phantom kabriolet | od 2007 |
| Phantom kupé      | od 2008 |
| Ghost             | od 2009 |
| Wraith            | od 2013 |
| Dawn              | od 2015 |
| Cullinan          | od 2018 |